# Vernon Handley
Vernon George Handley, CBE (* 11. November 1930, Enfield, London; † 10. September 2008 in Monmouth, Monmouthshire, Wales) war ein englischer Dirigent. Als Schüler von Sir Adrian Boult hat er sich insbesondere um die Pflege des britischen Repertoires klassischer Musik große Verdienste erworben.

## Biografie
Handley wurde als Sohn walisischer Eltern in eine musikalisch gebildete Familie geboren. Schon während seiner Schulzeit besuchte er die BBC Aufnahmestudios in Maida Vale und beobachtete dort seinen späteren Lehrmeister Boult bei der Arbeit. Nach Handleys eigenem Bekunden erlernte er so das Rüstzeug dirigentischer Technik. In den frühen 1950er Jahren korrespondierten beide schriftlich und trafen schließlich 1958 persönlich aufeinander, nachdem Handley seinen Militärdienst beendet und das Studium am Balliol College, Oxford, abgeschlossen hatte. Er erinnert sich lebhaft an jene erste Begegnung: „Im Verlaufe unseres Treffens drillte er mich in den schlimmsten zwei Stunden Kontrapunkt und Harmonielehre, die ich je erlebt hatte.“
Im Anschluss legte ihm Boult die Partitur einer Symphonie vor und fragte Handley, wie er eine bestimmte problematische Stelle darin lösen würde. „Ich hatte Glück. Es war eine Seite aus Arnold Bax’ Dritter Sinfonie, ein Werk, das ich in- und auswendig kannte.“ Handley löste das Problem zur Zufriedenheit des älteren Dirigenten, der ihm daraufhin seine Unterstützung zusagte. Bax’ Dritte Sinfonie war es auch, die als zentrales Werk auf dem Programm von Handleys erstem öffentlichen Konzert in London, mit dem Orchester des Merton College, stand. Handley war ein anerkannter Experte auf dem Gebiet der Musik gerade dieses englischen Spätromantikers, dessen vollständige Symphonien und symphonische Dichtungen er später für die Compact Disc einspielte.
1962 wurde Handley zum Chefdirigenten des jungen Guildford Philharmonic Orchestra ernannt, das er in den folgenden einundzwanzig Jahren leitete. Zugunsten dieser Aufgabe verzichtete Handley weitgehend auf eine internationale Karriere, was erklärt, warum er noch heute trotz seines umfassenden diskografischen Wirkens und der Bewunderung seiner Kollegen außerhalb Großbritanniens nur einem kleinen Kreis von Kennern bekannt ist. Neben Guildford baute Handley auch das Orchester von Tonbridge auf. 1983 schließlich ernannte man ihn zum ständigen Gastdirigenten des London Philharmonic Orchestra. Ebenso leitete er das Amsterdam Philharmonic Orchestra (nicht zu verwechseln mit dem Concertgebouw-Orchester), das Ulster Orchestra in Belfast und war Ehrendirigent des Royal Liverpool Philharmonic Orchestra, einem der ältesten Klangkörper Großbritanniens. In zahlreichen Konzerten, Rundfunkaufnahmen und CD-Einspielungen dirigierte er mehrfach alle großen Londoner Orchester ebenso wie sämtliche regionalen Orchester der BBC. Schallplattenfirmen, mit denen Vernon Handleys Karriere eng verbunden war, sind EMI, Chandos Records, Hyperion Records und zuletzt Dutton. Das Wiederaufleben des Spezialitätenlabels Lyrita und die nachfolgende Veröffentlichung klassischer Aufnahmen aus den 1970er Jahren verschafften Handleys Wirken neue Aufmerksamkeit.
Im Verlauf seiner fünf Jahrzehnte umfassenden Karriere führte Handley zahllose Werke britischer Komponisten auf, darunter die Symphonien von Robert Simpson und Granville Bantock, die er ebenfalls – meist in Erstaufnahmen – einspielte. Zu seinen vielfach ausgezeichneten CD-Aufnahmen gehören unter anderem auch vollständige Zyklen der Symphonien von Ralph Vaughan Williams, Malcolm Arnold und Charles Villiers Stanford, ebenso wie Werke von Edward Elgar, Arthur Bliss, Edgar Bainton, Alexander Mackenzie und York Bowen, dessen Instrumentalkonzerten besonders in den letzten Jahren Handleys Aufmerksamkeit gegolten hat.
In Anerkennung seiner Verdienste erhielt Handley am 3. Mai 2007 den Ehrenpreis der Classical BRIT Awards. Bereits 2004 hatte ihn die britische Königin Elisabeth II. zum „Commander of the British Empire“ (CBE) ernannt.
Im Januar 2007 wurde Handley zum Chefdirigenten des English Symphony Orchestra ernannt.
Am 10. September 2008 starb Vernon Handley in seinem Haus in Monmouth. In seinen letzten Lebensjahren hatte er u. a. mit einer schweren Diabetes und den Folgen eines Verkehrsunfalls in München im Februar 2002 (bei dem der Fahrer seines Taxis starb) zu kämpfen.

## Vernon Handley über Arnold Bax
In einem ausführlichen Interview mit Richard Adams für die Sir Arnold Bax Website anlässlich der Gesamteinspielung der Sinfonien erläutert Handley sein besonderes Verhältnis zu Arnold Bax und die Faszination der Musik dieses späten englischen Romantikers:
„Ich habe keinen Lieblingskomponisten. Aber mir fällt auf, dass diejenigen Dinge, die mir in Bax Werken besonderes Vergnügen bereiten, bei jeder neuen Begegnung damit nicht nur wiederkehren, sondern sich sogar verstärken. Mehr als jede andere Musik sind es seine Werke, die mit der Zeit, in der ich mich mit ihnen beschäftigt habe, immer mehr zu wachsen scheinen – und dieser Aspekt hat mich immer sehr beeindruckt. Mein Vertrauen in die Qualität seiner Musik ist stark genug, dass ich glaube sagen zu können, dass seine Zeit kommen wird – einfach, weil Bax so individuell, so originell ist, seine Fähigkeit, Stimmungen in Musik zu fassen und diese Stimmungen nach außen zu projizieren so gänzlich anders als die anderer Komponisten.
Meine Angst ist immer die, dass man ein reifes Werk von Arnold Bax einem Orchester vorlegt und, so wohlwollend die Musiker auch sein mögen, sie es als etwas anderes zu spielen versuchen, als es ist. Nämlich als eine Mischung aus Sergei Rachmaninoff und Richard Strauss – was aber lächerlich ist, denn Bax fängt Stimmungen und Gedanken ein, denen diese Komponisten in ihren Werken niemals auch nur nahegekommen sind. Kein anderer Komponist transportiert eine solche Stimmung, sagen wir mal, eine Art melancholischer Sensibilität blitzartig konterkariert durch grelle heidnische Reflexe. Wie er einen solchen Spagat schafft weiß ich nicht genau, aber immer, wenn ich mich wieder mit seiner Musik auseinandersetze, bemerke ich, wie sie in der Zwischenzeit gewachsen ist.
Bax ist ein Riese, was die musikalische Form angeht. Aber selbst ein so scharfsinniger Komponist wie Robert Simpson hatte Probleme damit, das zu erkennen. Natürlich sind Simpsons eigene Werke nicht annähernd so anspruchsvoll in ihrer Chromatik wie jene von Bax. Oft frage ich mich, ob es daran liegt: Jeder Komponist spricht einen bestimmten Akzent, und dieser macht es ihm unmöglich, den Akzent eines anderen zu akzeptieren, wenn sie ihn kaum verstehen. Zum Beispiel: Man befindet sich einer Gesellschaft mit Leuten aus unterschiedlichen Gegenden, und jemand, der aus Ayrshire kommt sagt etwas zu Ihnen. Sie können gerade so den Inhalt verstehen. Und dann spricht sie jemand aus Midlothian an, und sie denken im ersten Moment, er spräche Ungarisch. Dabei ist es nur ein anderer Akzent – nur Dialekt [sic]! Deshalb können selbst so sensible Künstler wie Bob Simpson die Struktur in Bax Musik nicht erfassen, weil sie nur auf den Akzent hören, der darüber aufgesetzt ist. Das ist es, was mir Sorgen macht. Selbst wenn ein Werk von Bax formal ganz klar konturiert ist, wie z. B. The Garden of Fand, wirklich das Werk eines Genies, dann erkennen die Leute die Struktur nicht. Und das, obwohl es ein Stück von geradezu rigoros klassischer Struktur ist – aber niemand sieht es.“